# Charalampos Kastrantas
Charalampos Kastrantas (Grieks: Χαράλαμπος Καστραντάς) (Tripolis, 13 maart 1991) is een Grieks voormalig wielrenner.

## Carrière
In 2012 nam Kastrantas deel aan de Ronde van Griekenland, waar hij in de laatste etappe naar de derde plek sprintte. In het algemeen klassement eindigde hij op de vijftiende plek, met een achterstand van bijna zesenhalve minuut op Robert Vrečer. Het jongerenklassement schreef hij, met vier seconden voorsprong op zijn land- en ploeggenoot Georgios Bouglas, wel op zijn naam. Een maand later werd hij, achter Ioannis Drakakis en Bouglas, derde in het nationale wegkampioenschap.
In 2013 werd Kastrantas negende in de door Nicola Ruffoni gewonnen wegwedstrijd op de Middellandse Zeespelen. Twee jaar later won hij zowel het punten- als het bergklassement van de Ronde van Aegean. Omdat hij zich in april, na een Franse nationale wedstrijd, niet had gemeld bij de dopingcontrole werd hij in december door de Franse wielerunie voor een jaar geschorst. Deze schorsing werd overgenomen door de UCI. Na zijn rentree werd hij tweede in de eerste etappe van de Ronde van Bihor. In de Ronde van Servië nam hij, dankzij een tweede plaats in de etappe, op de laatste dag de leiderstrui over van Luca Chirico. Later die maand werd hij nationaal kampioen op de weg door Stylianos Farantakis en Polychronis Tzortzakis, die twee dagen eerder de tijdrit had gewonnen, te verslaan in een sprint met drie. Op het wereldkampioenschap haalde hij de eindstreep in de wegwedstrijd niet.
In januari 2018 won Kastrantas de derde etappe in de Ronde van Indonesië. Een maand later werd hij derde in de proloog van de Grote Prijs van Algiers. In de eerste twee ritten in lijn werd hij vervolgens respectievelijk tweede en zesde. De laatste etappe won hij, waardoor hij Gaëtan Bille voorbijging in het klassement en zo de eindzege opeiste.

## Overwinningen
2012
Jongerenklassement Ronde van Griekenland
2015
Punten- en bergklassementr Ronde van Aegean
2017
Eindklassement Ronde van Servië
 Grieks kampioen op de weg, Elite
2018
3e etappe Ronde van Indonesië
3e etappe Grote Prijs van Algiers
Eindklassement Grote Prijs van Algiers
2019
1e, 2e en 3e etappe Ronde van Kosovo
Eind- en puntenklassement Ronde van Kosovo

## Resultaten in voornaamste wedstrijden
|      | \| Jaar \| \| WK op de weg \| \| ---- \| \| ------------ \| \| 2017 \| \| opgave \| |              |
| Jaar |                                                                                     | WK op de weg |
| 2017 |                                                                                     | opgave       |

## Ploegen
- 2011 –  Partizan-Powermove
- 2012 –  Gios-Deyser Leon Kastro
- 2013 –  Kastro Team
- 2017 –  Dare-Viator Partizan (vanaf 30-5)
- 2018 –  Java Partizan
- 2019 –  Brunei Continental Cycling Team
- 2021 –  Kuwait Pro Cycling Team
- 2022 –  Kuwait Pro Cycling Team

Alfian · Ford · Galović · N. Jovanović · S. Jovanović · Kastrantas · Kervadec · Keuser · Klisurić · Roman · Rugg · Schils · Tigrine · Veselinović